# Rahden
Rahden là một thị xã ở huyện Minden-Lübbecke, bang Nordrhein-Westfalen, nước Đức. Đô thị Rahden có diện tích 137,6 km².

## Địa lý
Rahden có cự ly khoảng 15 km về phía bắc của Lübbecke and 25 km về phía tây bắc của Minden. Đây là thị xã cự bắc bang North Rhine-Westphalia.

### Các khu vực dân cư
Thị xã Rahden bao gồm 7 khu dân cư:
- Rahden (4.689 dân)
- Kleinendorf (4.242 dân)
- Varl (1.676 dân)
- Sielhorst (791 dân)
- Preußisch Ströhen (2,075 dân)
- Wehe (1.730 dân)
- Tonnenheide (1.784 dân)

### Đô thị kết nghĩa
- Glindow (Berlin, Đức) -- từ năm 1990
- Galgahévíz (Hungary) -- từ năm 1995